# Zbigniew Olesiński
Zbigniew Sławomir Olesiński (ur. 1 czerwca 1947 w Bytomiu) – polski politolog, historyk i specjalista zarządzania, doktor habilitowany nauk humanistycznych, profesor nauk ekonomicznych, w latach 1995–1996 podsekretarz stanu w Ministerstwie Edukacji Narodowej.

## Życiorys
W 1973 ukończył studia politologiczne na Uniwersytecie Warszawskim. W 1979 na tej uczelni obronił doktorat z nauk politycznych na podstawie pracy pt. Procedura wyjaśniania i dyrektywy formułowania celów politycznych na przykładzie PZPR. W 1991 w Akademii Zarządzania w Moskwie habilitował się w dziedzinie nauk humanistycznych (dyscyplina: historia polityczna) po obronie rozprawy pt. Mechanizm zmian politycznych na przykładzie krajów Europy Środkowo-Wschodniej. 6 grudnia 2013 został profesorem nauk ekonomicznych.
Wykładał m.in. na Uniwersytecie Jana Kochanowskiego w Kielcach, Wyższej Szkole Menedżerskiej w Warszawie i Akademii Finansów i Biznesu Vistula. Był m.in. dyrektorem Instytutu Zarządzania na Wydziale Zarządzania i Administracji UJK (1999–2008) oraz prodziekanem Wydziału Stosunków Zagranicznych i Relacji Publicznych Akademii Vistula. Autor ponad 180 publikacji naukowych, w tym 11 książek. Od 10 lipca 1995 do 6 września 1996 pełnił funkcję podsekretarza stanu w Ministerstwie Edukacji Narodowej. Pracował także jako doradca przedsiębiorstw, m.in. Ruch SA, Cementowni Ożarów i Zakładach Przemysłu Gipsowego „Dolina Nidy” SA.
Odznaczony Krzyżem Kawalerskim Orderu Odrodzenia Polski (2002) i Srebrnym Medalem „Zasłużony Kulturze Gloria Artis”.

## Ludzie nauki
- Prof. dr hab. Zbigniew Sławomir Olesiński, [w:] baza „Ludzie nauki” portalu Nauka Polska (OPI PIB) [dostęp 2020-03-27].